# Columella (gasterópodos)

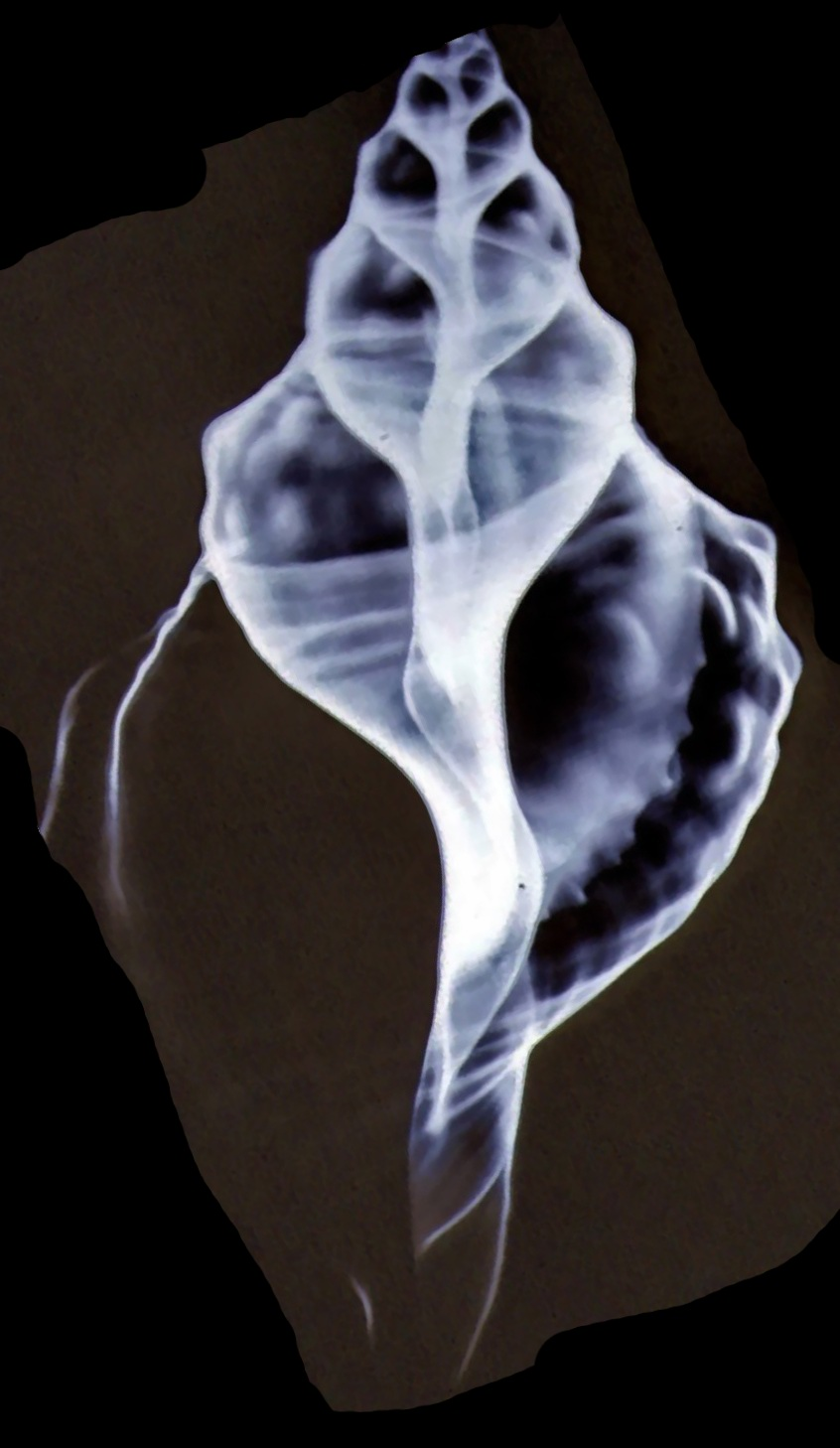
Una imagen de rayos X de la concha de un caracol marino, Charonia. La columela es la estructura sinuosa en el eje, desde la parte superior (el vértice) hasta la parte inferior (el canal sifonal)

La columela —del latín columella, "pequeña columna"— también llamada pilar o columnilla, es una estructura presente en las conchas espirales de los gasterópodos. Suele estar oculta, y solo es visible cuando el caparazón se rompe, es seccionado paralelamente a su eje, o examinado con rayos X.

## Estructura
Forma el eje central de la concha, desde el vértice hasta el centro de la base. Es una estructura hueca, que se forma por la yuxtaposición de la cara interna de concha según se enrolla sobre el eje. Si las paredes adyacentes no se tocan, se origina un hueco de forma aproximadamente cónica, llamado ombligo, visible en la base de la concha.  
La superficie de la columela se llama pared columelar. El labio columelar es la única parte visible en la boca de la concha. Sobre el labio pueden verse, si existen, unos relieves, llamados pliegues columelares o plicae, que recorren helicoidalmente la columela. Estos pliegues pueden variar en cantidad y en grosor. Su forma y su número son útiles para identificar el gasterópodo. Algunas especies presentan un engrosamiento calcáreo liso llamado callo, secretado por el manto, que se extiende sobre el labio columelar y puede cerrar total o parcialmente el ombligo.

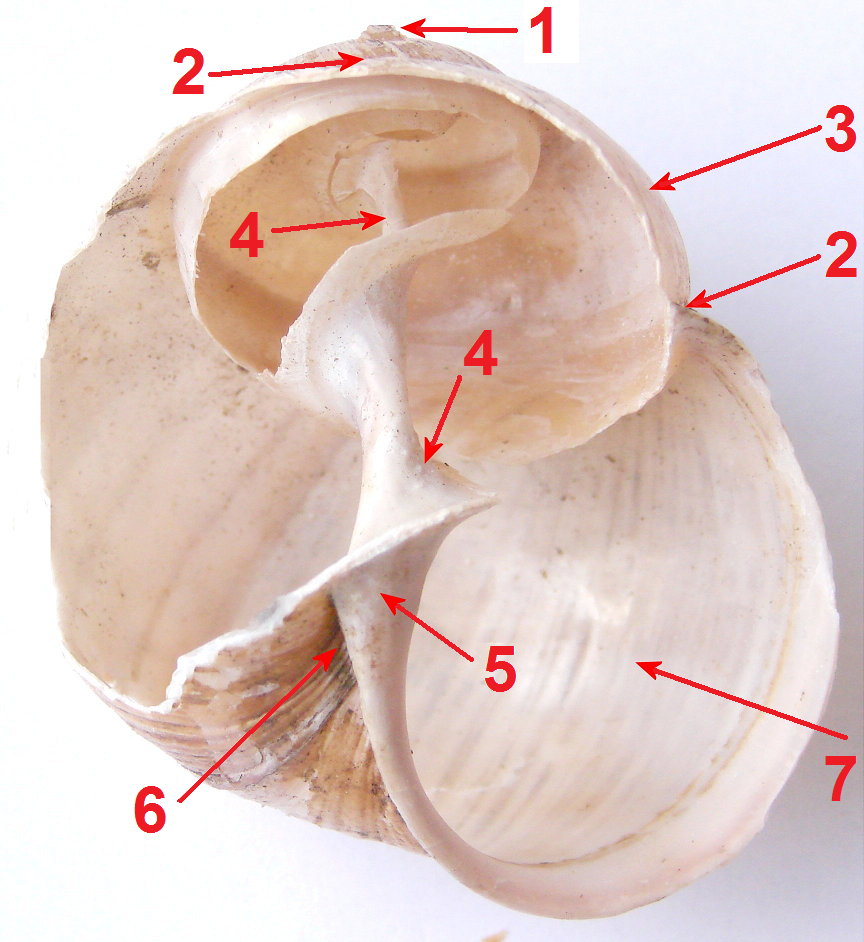
Concha de Helix pomatia seccionada. La columela está señalada con el número 4.

## Músculo columelar
Las partes blandas del cuerpo del gasterópodo se mantienen en su lugar gracias al músculo columelar, que  está fuertemente adherido a la columela mediante una unión larga y estrecha. En su otro extremo está unido a la cara interna del opérculo.
Su contracción permite al animal retraerse al interior de la concha, ya sea para defenderse de sus enemigos o para protegerse de la deshidratación. Si hay un opérculo, este se ajusta y cierra la boca.